# كارلوس روميرو (سياسي إسباني)
كارلوس روميرو هو سياسي إسباني، ولد في 1941 في Fuentesaúco ‏ في إسبانيا. نشط حزبياً في الحزب الاشتراكي العمالي الإسباني. في الانتخابات العامة الإسبانية 1989 ‏، انتخب عضو مجلس النواب الإسباني ‏ عن دائرة Zamora (Congress of Deputies constituency) ‏ خلال فترته النيابية ‏ (15 نوفمبر 1989 – 13 أبريل 1993) وفي الانتخابات العمومية الإسبانية 1986 ‏، انتخب عضو مجلس النواب الإسباني ‏ عن دائرة Zamora (Congress of Deputies constituency) ‏ خلال فترته النيابية ‏ (10 يوليو 1986 – 2 سبتمبر 1989).